# Canal Segarra-Garrigues

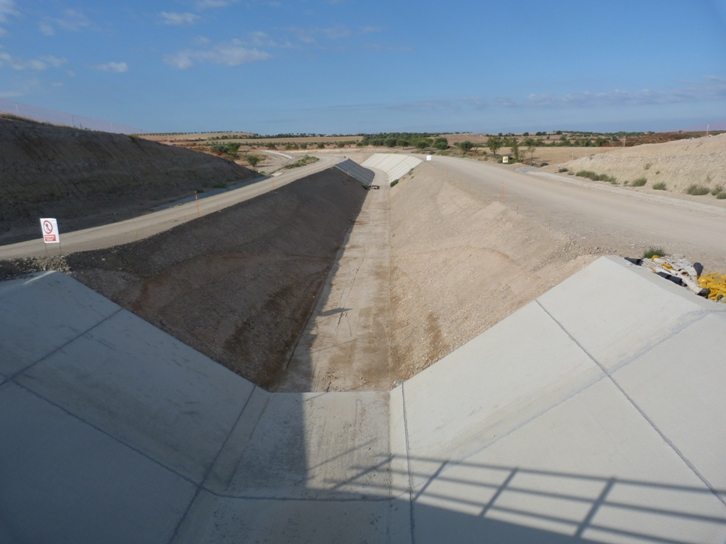
A l'altura de Tàrrega (28 de juliol de 2011)

El canal Segarra-Garrigues és una infraestructura hidràulica dissenyada per crear 70.150 noves hectàrees de regadiu a les comarques catalanes de la Noguera, la Segarra, el Pla d'Urgell, l'Urgell, el Segrià i les Garrigues, beneficiant 17.000 regants d'una setantena de municipis.
Les obres van començar-se l'any 2002, el primer tram del canal es posà en funcionament el 5 de juliol de 2009 però les obres, que han suposat una inversió de 1.500 milions d'euros, es van aturar fins a resoldre la delimitació de les Zones Especials de Protecció d'Aus (ZEPA), on el reg està restringit, i el sistema de finançament de l'explotació. L'estació de bombament del pantà de Rialb i del canal Segarra-Garrigues estan enllestides, i les obres de l'embassament de l'Albagés van començar l'1 de juliol de 2019.

## Característiques
El sistema Segarra-Garrigues té tres captacions d'aigua, l'un situat al pantà de Rialb que deixarà l'aigua en el canal que desembocarà en l'embassament de l'Albagés. Una segona i tercera captacions a la part sud de la zona regable, són dues captacions directes del Segre. En total està previst construir 3.500 km de canonades, 43 basses de regulació i 17 estacions de bombament.
El projecte inicial del sistema Segarra-Garrigues definia dues zones regables, la zona de reg de suport amb una dotació de 1500 m³/Ha i any i la zona de reg de transformació amb una dotació de 6500 m³/Ha i any.
La construcció del Segarra-Garrigues tenia una previsió de cost d'uns 1.500 milions d'euros, finançats per la Generalitat de Catalunya, el Govern espanyol i els mateixos regants. L'estat es fa càrrec de la meitat del canal principal, l'altra meitat, que corresponia als regants, la va avançar la Generalitat. La xarxa secundària es paga entre la Generalitat i els regants. L'empresa ASG concessionària de les obres té els drets d'explotació del canal durant 30 anys, transcorregut aquest temps el canal passarà a ser propietat de la Comunitat general de regants del Segarra-Garrigues.
A banda, el Sistema Segarra-Garrigues soluciona els problemes de subministrament d'aigua potable a la Segarra, l'Urgell i a la resta de comarques de la zona. El canal transporta l'aigua de boca des del pantà de Rialb fins al quilòmetre 21 i, des d'aquest punt quilomètric, parteix una canonada que distribueix l'aigua arreu de la plana de Lleida amb diverses ramificacions que completaran i reforçaran els subministraments existents actualment.
L'aigua és potabilitzada en origen per tal de complir els requisits més exigents en la matèria, a la potabilitzadora de la Ratera (Plans de Sió) a la Segarra, una planta que va ser inaugurada el juny de 2008.
Xarxa elèctrica
Els bombaments requereixen potència elèctrica. Aquesta necessitat ha permès un pla per construir noves subestacions elèctriques i noves línies de transport i distribució, a banda del condicionament de les infraestructures elèctriques existents.
D'aquesta manera, es posa a disposició del territori unes millors infraestructures elèctriques i una potència elèctrica addicional. Així, es podrà comptar amb uns 180.000 nous quilowatts de potència, 70.000 dels quals els consumirà el Sistema Segarra-Garrigues. Per tant, en quedaran més de 100.000 a disposició de les famílies i les indústries.

## Polèmiques mediambientals
Les obres de construcció del canal i del regadiu de la zona han estat la causa de dues sentències condemnatòries emeses pel Tribunal de Justícia de les Comunitats Europees. La Comissió Europea va qualificar la designació de zones d'especial protecció per a les aus (ZEPA) aprovada per la Generalitat el setembre de 2006 d'incompleta i va iniciar un procediment d'infracció de la normativa comunitària que va finalitzar amb la sentència del Tribunal de Justícia de les Comunitats Europees de 28 de juny de 2007.
Aquesta sentència considerava que no es protegia adequadament les aus d'ambient estèpic que nidifiquen a la plana de Lleida següents: el sisó (Tetrax tetrax), la calàndria (Melanocorypha calandra), el gaig blau (Coracias garrulus) i la terrerola vulgar (Calandrella brachydactyla).
En conseqüència, 40.000 de les 100.000 hectàrees brutes inicials foren declarares zones ZEPA, que posteriorment foren rebaixades a 28.000.
També s'ha apuntat que el sistema Segarra-Garrigues podria fer-se servir per a un futur transvasament entre la conca del Segre i les internes de Catalunya.